# Прогресс (Луганская область)
Прогресс (укр. Прогрес) — село в Кременском районе Луганской области Украины. Входит в Булгаковский сельский совет.
Население по переписи 2001 года составляло 44 человека. Почтовый индекс — 92930. Телефонный код — 6454. Занимает площадь 0,197 км². Код КОАТУУ — 4421680702.

## История
В 1946 г. Указом ПВС УССР хутор Бауэргейм переименован в Прогресс.

## Местный совет
92930, Луганська обл., Кремінський р-н, с. Булгаківка, вул. Совєтська (укр.)